# 中國浦發機械工業
中国浦发机械工业股份有限公司（以下简称中国浦发），中国机械工业集团有限公司（以下简称国机集团）属下机构，是在1992年10月，由原机械电子工业部响应中央号召，与上海市在“部市共建，开发浦东”的大背景下成立。成立之初，中国浦发是由全国各省、市机械工业厅局及机械行业重点骨干企业共200余家共同出资组建。1997年中央部委体制改革以后，中国浦发隶属于中国机械工业集团有限公司（以下简称国机集团），国机集团所占股比54.15%。
公司现已拥有13家控股子公司，职工总人数1800多人，其中工程技术人员占比70%。公司年营业收入超过70亿元，实现了总公司、子公司同步协调发展的多元结构模式。确立了以设计带动工程总承包和以技术研发带动产业发展的工程业务、以机电产品进出口和原材料采购物流服务为主的贸易业务、以工业园区和商业房地产开发为主的房地产业务等三项业务板块。初步形成了工程业务为支撑，贸易业务为后盾，房地产业务为基石的企业发展定位。